# Optibet Hokeja Līga (2018/2019)
Sezon Optibet Hokeja Līga rozegrany zostanie na przełomie 2018 i 2019 roku jako 38. sezon rozgrywek o mistrzostwo Łotwy w hokeju na lodzie. Do rozgrywek przystąpi 7 drużyn. 
Obrońcą tytułu była drużyna HK Kurbads, która w finale poprzednich rozgrywek pokonała HK Zemgale.

## Sezon zasadniczy
Sezon zasadniczy rozpocznie się 8 września 2018 roku. Uczestniczy w nim 7 drużyn, które rozegrają po 30 spotkań.
| Poz. | Drużyna    | M | Pkt. | Z | ZpD | PpD | P | G+ | G- | +/- |
| ---- | ---------- | - | ---- | - | --- | --- | - | -- | -- | --- |
| 1    | HK Kurbads |   |      |   |     |     |   |    |    |     |
| 2    | HK Lido    |   |      |   |     |     |   |    |    |     |
| 3    | HK Liepāja |   |      |   |     |     |   |    |    |     |
| 4    | HK Mogo    |   |      |   |     |     |   |    |    |     |
| 5    | HK Prizma  |   |      |   |     |     |   |    |    |     |
| 6    | HS Rīga    |   |      |   |     |     |   |    |    |     |
| 6    | HK Zemgale |   |      |   |     |     |   |    |    |     |

- = Awans do rundy play-off

## Faza play-off
Faza play-off w rozgrywkach łotewskiej ligi hokejowej w sezonie 2018/2019 będzie składała się z dwóch rund. Uczestniczyć w niej będą drużyny z miejsc od 1 do 4 sezonu zasadniczego. Drużyna, która zajęła w sezonie zasadniczym wyższe miejsce, miały przywilej roli gospodarza ewentualnego siódmego meczu w rywalizacji. Przy tym mistrz sezonu zasadniczego, będzie mógł być ewentualnie zawsze gospodarzem siódmego meczu. 
Wszystkie dwie rundy rozgrywane były w formule do czterech zwycięstw według schematu: 1-1-1-1-1-1-1 (co oznacza, że klub wyżej rozstawiony rozgrywał w roli gospodarza mecze nr 1., 3. oraz ewentualnie 5. i 7.). Niżej rozstawiona drużyna będzie rozgrywała w swojej hali mecz nr 2., 4. i ewentualnie 6. 